# A démon, aki bennem van
A démon, aki bennem van Keresztes Ildikó 2011-ben megjelent ötödik nagylemeze. Ildikó harmadik nagylemeze (Minden, ami szép volt) feldolgozásokat tartalmazott, és előző korongján is (Csak játszom) főleg feldolgozások és újszerű dalok domináltak a 2 új szerzemény mellett. Mind a két korong aranylemez lett azóta. Ez az album 11 vadonatúj dalt tartalmaz, a címadó dalt Szűcs Norbert szerezte, aki Ildikó 2. nagylemezét (Nekem más kell) készítette, de zeneszerzőként Ildikó előző albumán is közreműködött. A lemezre írt még egy dalt Dandó Zoltán is. A másik 9 dalt pedig egy svéd zeneszerző, Björn Lodin írta, akivel Ildikó előző lemezénél is dolgozott már. A dalszövegeket Horváth Attila írta. A lemezre felkerült a Várj úgy c. dal is, amit Ildikó 2011 tavaszán a Fonogram-díjátadó gálán énekelt a Hard együttessel.
A nagylemez piacra kerülése előtt pár héttel a címadó szerzemény digitális kislemez formájában megjelent, melyhez werkfilm is készült. Az album második sikere az Egészen, mert félig nem tudok, melyet Keresztes Ildikó az X-Faktor 2. évadának utolsó adásában adott elő, mint extra produkciót. A dal rádiós sláger lett. Habár az album 2011 őszén jelent meg, legmagasabb helyezését a MAHASZ toplistán 2012-ben érte el, a 40-ből a 6. helyen végzett.

## Számlista
| #   | Cím                                                                           | Dalszöveg      | Zene                     | Hossz |
| --- | ----------------------------------------------------------------------------- | -------------- | ------------------------ | ----- |
| 1.  | A démon, aki bennem van                                                       | Horváth Attila | Szűcs Norbert            | 4:02  |
| 2.  | Ez az este tönkre ment                                                        | Horváth Attila | Björn Lodin              | 3:54  |
| 3.  | Egészen, mert félig nem tudok                                                 | Horváth Attila | Björn Lodin              | 4:00  |
| 4.  | Hátha lehet még                                                               | Horváth Attila | Björn Lodin              | 3:26  |
| 5.  | A képzeleten túl                                                              | Horváth Attila | Björn Lodin              | 3:58  |
| 6.  | Nézd meg, amíg el nem múlik                                                   | Horváth Attila | Dandó Zoltán             | 4:16  |
| 7.  | Várj úgy                                                                      | Horváth Attila | Björn Lodin; Vámos Zsolt | 4:21  |
| 8.  | Lusta nap                                                                     | Horváth Attila | Björn Lodin              | 3:47  |
| 9.  | Minden játszma                                                                | Horváth Attila | Björn Lodin              | 3:37  |
| 10. | Csöndek és csodák                                                             | Horváth Attila | Björn Lodin              | 4:11  |
| 11. | Pa'Baker And His Social Band                                                  | Horváth Attila | Björn Lodin              | 3:47  |
| 12. | Hátha lehet még (featuring Takács Nikolas, Király L. Norbert és Vastag Tamás) | Horváth Attila | Björn Lodin              | 3:24  |

## Közreműködtek
- Keresztes Ildikó – ének, vokál
- Björn Lodin – gitár (2., 8.), kiegészítő gitárok, basszusgitár, billentyűs hangszerek, ütőhangszerek, vokál
- Szűcs János – gitár (4., 5., 9., 11., 12.)
- Szűcs Norbert – gitár (1.)
- Dandó Zoltán – gitár (6.)
- Vámos Zsolt – gitár, vokál (7.)
- Mirkovics Gábor – basszusgitár, vokál (7.)
- Mårten Ronsten – dobok
- Borbély Zsolt – dobok, vokál (7.)
- Bettina Lodin – fuvola (10.)
- Anders Soldh – vonós hangszerelés (3.)
- Takács Nikolas – ének, vokál (12.)
- Király L. Norbert – ének, vokál (12.)
- Vastag Tamás – ének, vokál (12.)

## Toplista
| Toplista (2012)                        | Helyezés |
| -------------------------------------- | -------- |
| MAHASZ Top 40 album- és válogatáslemez | 6        |